# Морський виноград
Морськи́й виногра́д (Coccoloba uvifera) — повзучий чагарник або невелике дерево, розповсюджене на морських узбережжях тропічної Америки і Вест-Індії, включаючи південну Флориду, Багамські та Бермудські острови.
Досягає у висоту 8 метрів, але більшість представників виду трохи вищі 2 метрів. Має велике кругле шкірясте листя (до 25 см у діаметрі) з первинною жилкою червоного кольору, що починається від основи. Листки стають повністю червоними з віком. Кора гладка і жовтувата. Пізнього літа приносить багряні плоди розміром близько 2 см у діаметрі, зібрані у співпліддя подібні до виноградних грон.
Дерево не в змозі витримувати мороз. Проте воно помірно тіневитривале і надзвичайно терпиме до солі, тому його часто насаджують, щоб стабілізувати краї пляжів; його також висаджують із декоративною метою. Плоди можна використовувати для приготування варіння і джемів.
При штучному вирощуванні використовується часткове/відсутнє затінення, поміркований поли. Розмножується рослина насінням і живцями.
| Гібіскус | Це незавершена стаття про квіткові рослини. Ви можете допомогти проєкту, виправивши або дописавши її. |